# Klearchos av Sparta
Klearchos av Sparta, född omkring 450 f. Kr., död 401 f. Kr., var en spartansk fältherre.
Klearchos utmärkte sig i peloponnesiska kriget och sändes 404 f. Kr. att hjälpa det av trakerna anfallna Byzantion. Klearchos övertog snart själv makten och införde ett våldsamt skräckvälde. Han fördrevs då och övergick till Kyros den yngre, i vars tåg mot Artaxerxes II han jämte en grekisk legohär på ett lysande sätt deltog, men blev kort efter slaget vid Kunaxa tillsammans med sina underbefälhavare mördade av perserna.